# Thalictrum domingense
Thalictrum domingense är en ranunkelväxtart som beskrevs av Ignatz Urban. Thalictrum domingense ingår i släktet rutor, och familjen ranunkelväxter. Inga underarter finns listade i Catalogue of Life.